# Duffer-Brüder

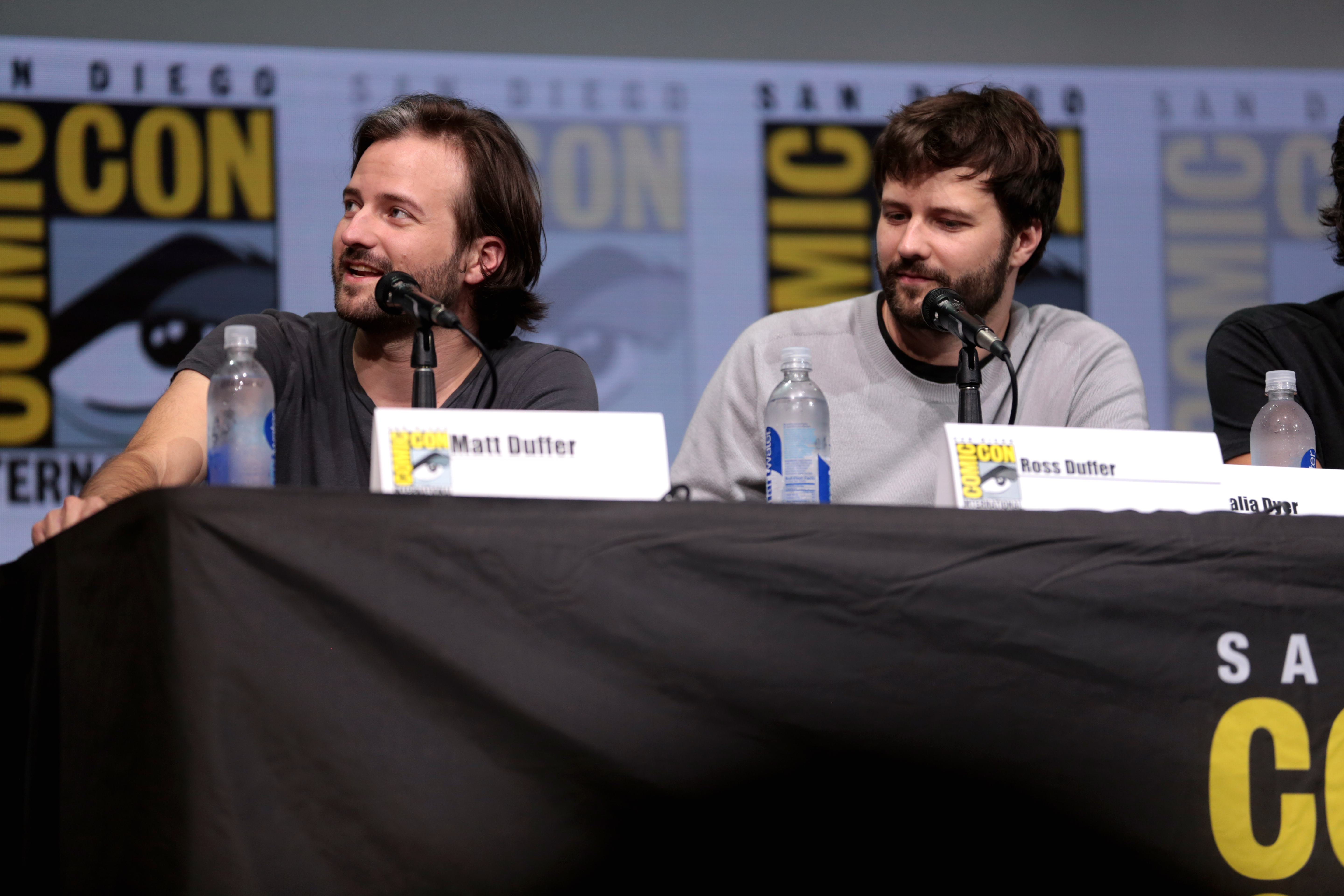
Matt und Ross Duffer (2017)

Matt Duffer und Ross Duffer (* 15. Februar 1984), bekannt als die Duffer-Brüder oder The Duffer Brothers, sind US-amerikanische Regisseure und Drehbuchautoren von Science-Fiction- sowie Horrorfilmen und -serien. Die Zwillingsbrüder erlangten internationale Bekanntheit durch ihre im Jahre 2016 erschienene Science-Fiction-Mysteryserie Stranger Things, die auf Netflix ausgestrahlt wird.

## Leben und Karriere
Die Duffer-Brüder wuchsen in Durham, North Carolina, auf. Sie begannen bereits in der dritten Klasse, mit einer Hi8-Videokamera Filme zu drehen.
Nach der Schule studierten sie Regie am Dodge College of Film and Media Arts der Chapman University in Orange, Kalifornien, an dem sie 2007 ihr Studium abschlossen.
Nach einigen Kurzfilmen wurde das Drehbuch für den im Jahre 2015 erschienenen Film Hidden – Die Angst holt dich ein von Warner Bros. Pictures im Jahre 2011 erworben. Die Duffer-Brüder haben hierfür 2012 Regie geführt.
Regisseur M. Night Shyamalan las das Drehbuch und stellte sie als Drehbuchautoren und Produzenten der auf Fox erschienenen Fernsehserie Wayward Pines ein.

### Stranger Things
Nachdem sie bei Fernsehproduktionen Erfahrung gesammelt hatten, begannen sie, Stranger Things zu schreiben. Als Shawn Levy sich mit seiner Produktionsfirma 21 Laps Entertainment meldete und die Serie verwirklichen wollte, wurde sie von Netflix kurz darauf übernommen.

## Filmografie
- 2015: Wayward Pines (Fernsehserie, Drehbuch, 3 Folgen)
- 2015: Hidden – Die Angst holt dich ein (Drehbuch und Regie)
- seit 2016: Stranger Things (Fernsehserie, Drehbuch und Regie)